# Priority Records
La Priority Records è un'etichetta discografica statunitense facente parte del gruppo EMI, divenuta celebre principalmente per la musica hip hop, pop e world. L'etichetta è stata fondata nel 1985 da Bryan Turner, Mark Cerami e Steve Drath.
La Priority ha anche provveduto alla distribuzione di altre etichette come Rap-A-Lot Records, Ruthless Records, Death Row Records, Wu-Tang Records, Rawkus Records, No Limit Records, Roc-A-Fella Records Rhythm Safari e Tass Radio Records.
Fra gli artisti sotto contratto con la Priority si possono citare Dr. Dre, Mack 10, Ras Kass, Too $hort, Lil' Romeo, Snoop Dogg, Jay-Z, Ice Cube, Barry White, JT Money, WC e Bad Azz.